# ディオン・サンダース
ディオン・ルウィン・サンダース・シニア（Deion Luwynn Sanders Sr., 1967年8月9日 - ）は、アメリカ合衆国フロリダ州フォートマイヤーズ出身のアメリカンフットボールコーチであり元アメリカンフットボール選手（主にコーナーバック、リターナー）及び元プロ野球選手（外野手、左投げ左打ち）。
NFL選手とMLB選手を長期間兼業したマルチアスリートであり、「ワールドシリーズとスーパーボウルの両方に出場した唯一の選手」である（2021年時点）。現在はコロラド大学アメリカンフットボールチームのヘッドコーチを務めるほか、アリーナフットボールのオースティン・ラングラーズのオーナーでもある。2011年、プロフットボール殿堂入りした。
ニックネームは「ネオン・ディオン」(Neon Deion)又は「プライム・タイム」(Prime Time)。プレーも言動も派手であり、ファッションも普段から派手なスーツと宝石を身につけていることで知られた（ニックネームであるネオン・ディオンはそこに由来している）。

## 経歴
北フォートマイヤーズ高ではアメリカンフットボール・野球に加えてバスケットボールでも活躍し、3つのスポーツでフロリダ州の賞を受賞している。卒業時の1985年のMLBドラフトでMLBのカンザスシティ・ロイヤルズからドラフト指名を受けるが、この時には入団を拒否している。
フロリダ州立大学に進学し、こちらではアメフト・野球の他に陸上競技（短距離）選手としても試合に出場した経験を持つ。
アメフトでは1987年、1988年の2年連続全米大学選抜チームに選出され、1988年にはジム・ソープ賞（1986年に創設された優秀なコーナーバックに与えられる賞、原則として各年度で全米1名）を受賞した。
1989年5月31日にニューヨーク・ヤンキースでMLB昇格。この際にはすぐにマイナーリーグに降格。この年6月のNFLドラフトでNFLのアトランタ・ファルコンズから一巡目（全米5位）で指名されるが、入団交渉は難航し、その間に再びヤンキースに昇格し、まずまずの活躍を見せるが、8月末にファルコンズとの契約が合意に達し、すぐにキャンプに参加。開幕戦でタッチダウンを記録し、「同じ週にMLBで本塁打を放ち、NFLでタッチダウンを記録した最初の（2021年時点で唯一の）選手」となった。
その後も、NFL、MLBの両スポーツで現役選手を続けた。9月には両方のシーズンが重なるが、「フットボールは私の妻であり、野球は私の愛人である」としばしば説明しているように、原則としてNFL優先であった（もう一人の兼業選手ボー・ジャクソンはMLB優先であった）。
また、野球では1991年、1992年とワールドシリーズに出場（いずれも敗退）し、アメフトでは1995年、1996年にスーパーボウルに出場（いずれも勝利）し、「ワールドシリーズとスーパーボウルの両方に出場した最初の（2021年時点で唯一の）選手」にもなっている。
派手なファッションを好み、言動も派手で、チーム批判やチームメイトとの論争も多く、チーム内ではトラブルメーカーの一面があり、それも影響して両方のスポーツでチームを転々とすることともなる。
以下、MLBでは1997年まで（途中引退時期あり）現役を務め、NFLに専念するが2000年で（一時）引退すると、翌2001年には1年だけMLBに現役復帰。そして、NFLでも2005年に1シーズンだけ現役に復帰した。
（以下、それぞれの種目での詳細は各項目を参照）
1991年にMLBではアトランタ・ブレーブスに移籍。
1992年には故障者が続出した中でプレイオフ・ワールドシリーズを戦うチーム事情にあってヘリコプターをチャーターしての同時二刀流に挑戦した。
後述のように、アメフトでは一流選手であったが、野球選手としては打力不足であった。
また、1994年12月26日にはラップのシングル、アルバムを発売。また、MCハマーのプロモーションビデオにも出演している。
現役時代にはナイキ、ペプシ・コーラ、バーガーキング、ピザハット、アメリカン・エキスプレス等多数のCMに出演した。そのナイキからは「ダイヤモンドターフ」という名のシグネチャーモデルのシューズが発売されていたが、シンボルはNFLとMLBの『両刀使い』から取った、野球のホームベースとアメフトのゴールポストを組み合わせたものであった。また、1997年の自殺未遂（後述）の後、キリスト再降臨者になっている。
2011年2月5日にプロフットボール殿堂入りが決まった。

## アメリカンフットボール選手として
先述のように1989年のドラフトでアトランタ・ファルコンズから一巡目（全米5位）で指名され入団。コーナーバック（以下CB）、キックオフリターナー（KR）、パントリターナー（PR）、時折ワイドレシーバー（WR）として活躍した。1992年（2月）に初のプロボウル出場を果たす。1992年にはキックオフ・リターンで1,067ヤード、平均26.7ヤード、2リターンタッチダウンを記録（いずれもリーグ1位）し、1993年にはキャリア最高の7インターセプトを記録。1993年、1994年にもプロボウルに出場している。ただし、本拠地ジョージア・ドームに不満を漏らすなど、野球だけでなくアメフトでも問題児ともなった。
ただし、実力の方は高く相手QBがサンダースの居るサイドにはパスを投げにくくなり、インターセプトの数はそれほど伸びなくなったが、1992年のプロボウルでは、ジム・ケリーからスティーブ・タスカーにサンダースと反対サイドに投げられたパスを見事にインターセプトした。
背番号「21」は、アメフトにおいてはディオン・サンダースの背番号というイメージが強かった（野球でも一時背番号21をつけていた）。
1994年にはサンフランシスコ・49ersに移籍し、前年まで在籍していたファルコンズ戦で、ジョージア・ドームでインターセプト・タッチダウンを記録するなど活躍し、チームを第29回スーパーボウル制覇に導く活躍をあげ、自身も最優秀守備選手に選出された。しかし、WRジェリー・ライスとの確執もあり、1年限りで移籍することとなる。なお、この年にはプロボウルの出場を辞退している。
数チームによる争奪戦の末、1995年9月9日に、ダラス・カウボーイズと7年総額3500万ドル、プラス契約金約1300万ドルで契約。この時点でNFLの守備選手として最高給選手となった。この時点でアメフト専念を発表（のち撤回）。後年、オークランド・レイダースの方がサラリーの提示額は高かったが、親友であるWRマイケル・アービンが居ること、スーパーボウル制覇を狙えるチームという理由でカウボーイズを選んだと語った。この1995年シーズンにも自身2度目のスーパーボウル（開催は1996年）制覇を成し遂げた。スーパーボウルではWRとしても47ヤードのレシーブを記録し、（現時点で）「スーパーボウルでパスレシーブとパスインターセプトの両方を記録した史上唯一の選手」となっている。カウボーイズには結局5シーズン在籍し、全てのシーズンでプロボウル出場を果たしたが、先述の1996年を最後にスーパーボウル出場はならなかった。自身も悩み、1997年には未遂に終わったが自殺を試みている。
カウボーイズとの契約を2年残して2000年にワシントン・レッドスキンズに移籍し、1年限りで引退し、野球に専念した（こちらは2001年限りで引退）。その後、2004年にボルチモア・レイブンズと年俸150万ドルで契約し現役復帰。本来の背番号「21」ではなく、当時の年齢「37」を背番号に選ぶ。10月24日のバッファロー・ビルズ戦では自身9度目のインターセプト・タッチダウンを記録したほか、5インターセプトを記録するが、結局1年限りで再度の引退となった。
大学とNFLの両方でブレット・ファーヴのパスをインターセプトした唯一の選手でもある。
1990年代のオール・ディケイド・チームにも選出されている。そして、先述の通り2011年にプロフットボール殿堂入りが決まり、同時に選出されたマーシャル・フォークらと喜びを分かち合った。

## メジャーリーガーとして

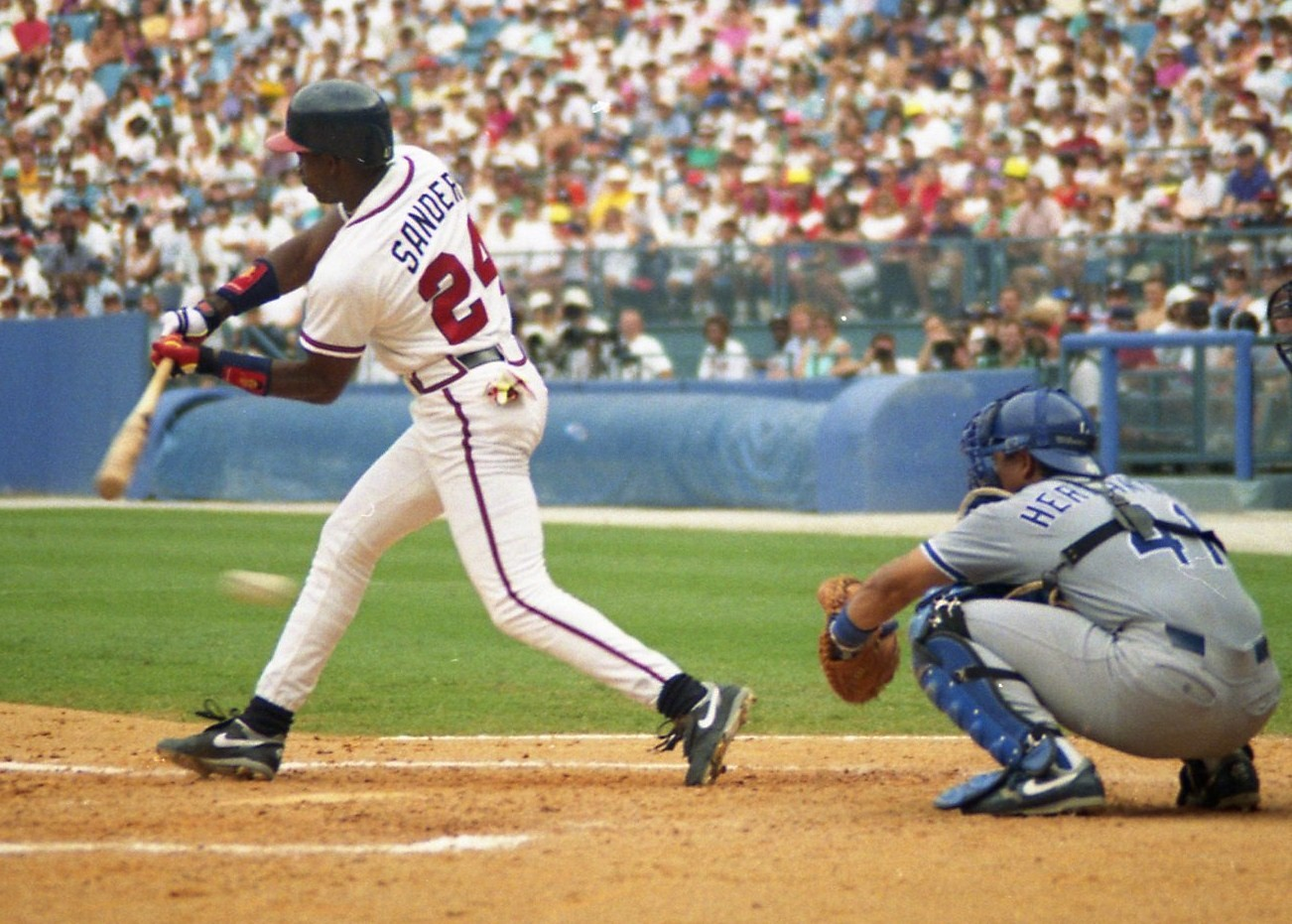
ブレーブス時代のサンダース

外野手として活躍。元は高校時代の1985年6月3日のMLBドラフトでカンザスシティ・ロイヤルズから6巡目で指名されたが、契約せずにフロリダ州立大学に進学。
1988年6月1日のMLBドラフトでニューヨーク・ヤンキースから30巡目に指名されて契約し、1989年5月31日にMLBに昇格。当初、背番号18を与えられて感想を聞かれた際に、「俺を満足させる数字は200万だ」（年俸200万ドルの意）と発言し、周囲をあきれさせた。チーム内でも折り合いは悪く、ファルコンズとの契約の際には、「今後ヤンキースに戻る可能性は低い」と言われていたが、翌1990年もヤンキースでプレイする。
1990年5月22日の試合で対戦相手、シカゴ・ホワイトソックスの42歳の大ベテラン捕手、カールトン・フィスクと言い合った。この日の試合の3回一死で走者三塁の場面からサンダースが遊撃手への弱いポップフライを放ってダッグアウトまで小走りで戻り、ヤンキースファンからブーイングを浴びた。この怠慢プレーをフィスクが「ファック」という語を用いてキツく注意したが、サンダースは「奴隷制の時代はもう終わっている」と言い返した。これについてフィスクは「人種差別は関係無い。これはプロのエチケットだ」「ヤンキースのピンストライプの誇りを持ってプレーして欲しい」と後に述べている。
アメフトでその能力を遺憾なく発揮していた通り、野球でも守備と足は一流であったが、打力不足もあり、レギュラーに定着出来なかった。また、その派手な言動がチーム内外で顰蹙を買うことも多く、1991年1月30日にはアトランタ・ブレーブスに移籍。1991年にチームはワールドシリーズ出場を果たしミネソタ・ツインズに敗れはしたものも、後年のスーパーボウル出場と合わせて、「ワールドシリーズとスーパーボウルに出場した最初の選手」という称号を得た（現時点でも唯一の選手である）。
1992年には開幕から打撃好調で、前半戦はレギュラーに定着。特に序盤戦活躍し、97試合で打率.304・盗塁26を記録。三塁打14はこの年MLB全体で1位であった。この年の10月11日にはファルコンズの試合（対マイアミ・ドルフィンズ戦）に出場した後、ヘリコプターで移動してピッツバーグ・パイレーツとのリーグチャンピオンシップシリーズに出場する「同じ日に2つのプロスポーツリーグでプレーした最初の選手」に挑戦したが、野球の試合には起用されなかったために達成出来なかった。チームは2年連続でワールドシリーズ出場を果たす。今度はトロント・ブルージェイズに敗れたが、8安打を放って打率.533を記録。
1994年途中にはシンシナティ・レッズに移籍するが、この年には38盗塁を記録。翌1995年途中にサンフランシスコ・ジャイアンツに再び移籍し、この年も28盗塁を記録するが、9月にNFLカウボーイズと大型契約（先述）を結んだ時点で「NFL専念」を宣言し、一時MLBからは離れる。
しかし前言を撤回して1997年2月17日には再びレッズと契約。この年には115試合に出場して、ほぼレギュラーとしての起用で、打率こそ.273に終わったが、自己最多の56盗塁（ナショナルリーグ2位、盗塁王はトニー・ウォマック＝当時パイレーツで60盗塁）を記録。この時点で30歳であった。
その後は再び野球から離れたが、2001年1月24日に再度レッズと契約。32試合に出場して打率.173しか残せなかったのを最後にMLBからは退いている。

## ラッパーとして
ラッパーでもあり、音楽のキャリアも持っている。1994年12月20日にデビューアルバムのプライムタイムをリリースしている。
| 年               | アルバム             | チャート順位 | チャート順位   | チャート順位 |
| 年               | アルバム             | US Hip-Hop   | US Heatseekers |              |
| ---------------- | -------------------- | ------------ | -------------- | ------------ |
| 1994             | プライムタイム       | 70           | 14             |              |
| 2005             | アンコールリミックス | --           | --             |              |
| 未記載は順位不明 |                      |              |                |              |

## アメリカンフットボールコーチとして
2020年から2022年にかけてはジャクソン州立大学フットボールチームのヘッドコーチを務め、2023年からはコロラド大学フットボールチームのヘッドコーチを務める。2024年シーズン、コロラド大学チームには彼の息子シャイロとシェドゥーアも所属した。

## 詳細情報

### NFLでの成績・獲得タイトル等
14シーズンの通算成績
- タッチダウン22回
  - （インターセプトリターン9回、パントリターン6回、キックオフリターン3回、レシーブ3回、ファンブルリカバー1回）…守備+リターンの通算19タッチダウンはNFL史上最多。
- インターセプト52回（1,331ヤード獲得、平均25.1ヤード）
- ファンブルリターン4回（15ヤード獲得）
- キックオフリターン155回（3,523ヤード獲得）
- パントリターン212回（2,199ヤード獲得）
- パスレシーブ60回（784ヤード獲得）

獲得タイトル他
- NFL最優秀守備選手1回（1994年）
- プロボウル選出8回（1992年、1993年、1994年、1996年、1997年、1998年、1999年、2000年）
- 1990年代オール・ディケイド・チーム

### MLBでの年度別打撃成績
| 年 度     | 球 団     | 試 合 | 打 席 | 打 数 | 得 点 | 安 打 | 二 塁 打 | 三 塁 打 | 本 塁 打 | 塁 打 | 打 点 | 盗 塁 | 盗 塁 死 | 犠 打 | 犠 飛 | 四 球 | 敬 遠 | 死 球 | 三 振 | 併 殺 打 | 打 率 | 出 塁 率 | 長 打 率 | O P S |
| --------- | --------- | ----- | ----- | ----- | ----- | ----- | -------- | -------- | -------- | ----- | ----- | ----- | -------- | ----- | ----- | ----- | ----- | ----- | ----- | -------- | ----- | -------- | -------- | ----- |
| 1989      | NYY       | 14    | 50    | 47    | 7     | 11    | 2        | 0        | 2        | 19    | 7     | 1     | 0        | 0     | 0     | 3     | 1     | 0     | 8     | 0        | .234  | .280     | .404     | .684  |
| 1990      | NYY       | 57    | 149   | 133   | 24    | 21    | 2        | 2        | 3        | 36    | 9     | 8     | 2        | 1     | 1     | 13    | 0     | 1     | 27    | 2        | .158  | .236     | .271     | .507  |
| 1991      | ATL       | 54    | 122   | 110   | 16    | 21    | 1        | 2        | 4        | 38    | 13    | 11    | 3        | 0     | 0     | 12    | 0     | 0     | 23    | 1        | .191  | .270     | .345     | .616  |
| 1992      | ATL       | 97    | 325   | 303   | 54    | 92    | 6        | 14       | 8        | 150   | 28    | 26    | 9        | 1     | 1     | 18    | 0     | 2     | 52    | 5        | .304  | .346     | .495     | .841  |
| 1993      | ATL       | 95    | 294   | 272   | 42    | 75    | 18       | 6        | 6        | 123   | 28    | 19    | 7        | 1     | 2     | 16    | 3     | 3     | 42    | 3        | .276  | .321     | .452     | .773  |
| 1994      | ATL       | 46    | 211   | 191   | 32    | 55    | 10       | 0        | 4        | 77    | 21    | 19    | 7        | 1     | 2     | 16    | 1     | 1     | 28    | 4        | .288  | .343     | .403     | .746  |
| 1994      | CIN       | 46    | 203   | 184   | 26    | 51    | 7        | 4        | 0        | 66    | 7     | 19    | 9        | 1     | 0     | 16    | 0     | 2     | 35    | 1        | .277  | .342     | .359     | .700  |
| '94計     | CIN       | 92    | 414   | 375   | 58    | 106   | 17       | 4        | 4        | 123   | 28    | 38    | 16       | 2     | 2     | 32    | 1     | 3     | 63    | 5        | .283  | .342     | .381     | .724  |
| 1995      | CIN       | 33    | 144   | 129   | 19    | 31    | 2        | 3        | 1        | 42    | 10    | 16    | 3        | 2     | 2     | 9     | 0     | 2     | 18    | 0        | .240  | .296     | .326     | .621  |
| 1995      | SF        | 52    | 235   | 214   | 29    | 61    | 9        | 5        | 5        | 95    | 18    | 8     | 6        | 1     | 0     | 18    | 0     | 2     | 42    | 1        | .285  | .346     | .444     | .790  |
| '95計     | SF        | 85    | 379   | 343   | 48    | 92    | 11       | 8        | 6        | 137   | 28    | 24    | 9        | 3     | 2     | 27    | 0     | 4     | 60    | 1        | .268  | .327     | .399     | .727  |
| 1997      | CIN       | 115   | 509   | 465   | 53    | 127   | 13       | 7        | 5        | 169   | 23    | 56    | 13       | 2     | 2     | 34    | 2     | 6     | 67    | 4        | .273  | .329     | .363     | .693  |
| 2001      | CIN       | 32    | 83    | 75    | 6     | 13    | 2        | 0        | 1        | 18    | 4     | 3     | 4        | 2     | 0     | 4     | 0     | 2     | 10    | 2        | .173  | .235     | .240     | .475  |
| 通算：9年 | 通算：9年 | 641   | 2325  | 2123  | 308   | 558   | 72       | 43       | 39       | 833   | 168   | 186   | 63       | 12    | 10    | 159   | 7     | 21    | 352   | 23       | .263  | .319     | .392     | .711  |

- 各年度の太字はリーグ最高

### 背番号
NFL
- 21（1989年 - 2000年）
- 37（2004年）

MLB
- 18（1989年）
- 21（1990年、1995年、1997年）
- 24（1991年 - 1994年途中）
- 12（1994年途中 - シーズン終了）
- 2（2001年）